# Vitense
Vitense este o comună din landul Mecklenburg-Pomerania Inferioară, Germania.